# Mariano Gomez
Pour les articles homonymes, voir Mariano Gomez (homonymes).
Mariano Gomez de los Ángeles, (parfois orthographié Mariano Gómes de los Ángeles) (Né le 2 août 1799 à Santa Cruz, Manille - mort le 17 février 1872 à Bagumbayan) est un prêtre catholique philippin du XIXe siècle exécuté pour sédition par les autorités coloniales espagnoles aux Philippines. Avec deux autres prêtres, José Apolonio Burgos et Jacinthe Zamora exécutés comme lui il est connu sous le nom de Gomburza.

## Biographie
Né dans une famille métisse - il est d'ascendance austronésienne, chinoise et espagnole - il se destine très jeune à la prêtrise. Après des études secondaires au Collège de San Juan de Letrán, il étudie la théologie à l'Université de Santo Tomás. Il entre au séminaire diocésain de Manille et est ordonné prêtre en 1824.
Comme prêtre il est nommé à Bacoor, dans la province de Cavite. C'est d'ailleurs dans cette province qu'il vivra l'essentiel de sa vie. En plus de s'occuper des besoins spirituels de ses paroissiens, il enseigne les techniques agricoles et l'artisanat. Il est aussi un contributeur actif au journal La Verdad (espagnol : « La vérité »). A cette occasion il se bat pour que soit reconnue une pleine égalité entre des prêtres indigènes et leurs homologues espagnols.

### Mutinerie de la garnison militaire de Cavite
Le 20 janvier 1872 environ 200 soldats coloniaux aidés d'ouvriers philippins de la localité se révoltent. Ils s'emparent du fort San Felipe et tuent onze officiers espagnols. Néanmoins la mutinerie échoue car le reste de l'armée coloniale ne les suit pas. La révolte est matée avec l'aide de troupe venue de Manille. Le Gouverneur-Général de la région est convaincu que ce soulèvement ne fut en rien spontané mais orchestré par des élites locales dont des prêtres indigènes en vue de renverser le pouvoir colonial. Mariano Gomez fait partie des personnes soupçonnées ainsi que José Apolonio Burgos et Jacinthe Zamora. 

### Exécuté pour l'exemple
Malgré l'absence de preuves de son implication directe, le gouverneur décide de le faire exécuter pour l'exemple ainsi que ses compagnons d'infortune. Avec 41 autres mutins il est exécuté par étranglement à Luneta, également connue en tagalog sous le nom de Bagumbayan le 17 février 1872. Cette exécution, considérée comme injuste, eut l'effet inverse de ce que les autorités coloniales espéraient. Au lieu de dissuader les Philippins à se révolter contre la puissance coloniale ceux-ci furent galvanisés dans leur résistance. Le martyre des trois prêtres, ironiquement, contribua largement à la naissance du mouvement indépendantiste philippin.